# 岩本観音 (宇都宮市)
岩本観音（いわもとかんのん）または岩本の磨崖仏（いわもとのまがいぶつ）は、栃木県宇都宮市新里町岩本にある磨崖仏。明治初期に廃寺となるまでは普門山蓮華寺の境内で、下野三十三観音霊場の第三十三番、すなわち結願の地であった。日本遺産「地下迷宮の秘密を探る旅 〜大谷石文化が息づくまち宇都宮〜」を構成する文化財の1つである。

## 境内
旧境内地の入り口には鳥居がある。これをくぐり、坂を上ると、岩本地区の集会所が建つ。集会所は蓮華寺の本堂があった場所に建ち、内部に聖観世音菩薩を安置する。
集会所の先に大谷石でできた60段ほどの石段が山の上に伸びている。石段は苔むし、一部が崩れて危険な状態だったため、岩本地区が1990年代頃に手すりを設置した。再整備前は石段の両側が竹や杉の木立に囲まれ、幻想的な雰囲気を醸していた。
石段を上りきると、蓮華寺の奥の院跡である、60 m2ほどの小さな平坦地が現れる。左手に6体の石仏が岩肌をくり抜いたくぼみに安置され、正面の岩肌の洞窟に磨崖仏がある。
洞窟には鉄の扉が取り付けられ、その奥の龕（がん、仏像を納める厨子）に2体の像がある。向かって右側の像が馬頭観音、左側の像が地蔵菩薩であり、2体が並立することから、健康祈願と野仏信仰が結び付いたものと考えられている。大谷磨崖仏（大谷観音）を模して地元の石工が江戸時代後期に彫ったものとされ、彫像技術は稚拙である。大谷観音と比べると、岩本観音の知名度は低く、小さな像ではあるが、住民らによって手厚く祀られている。

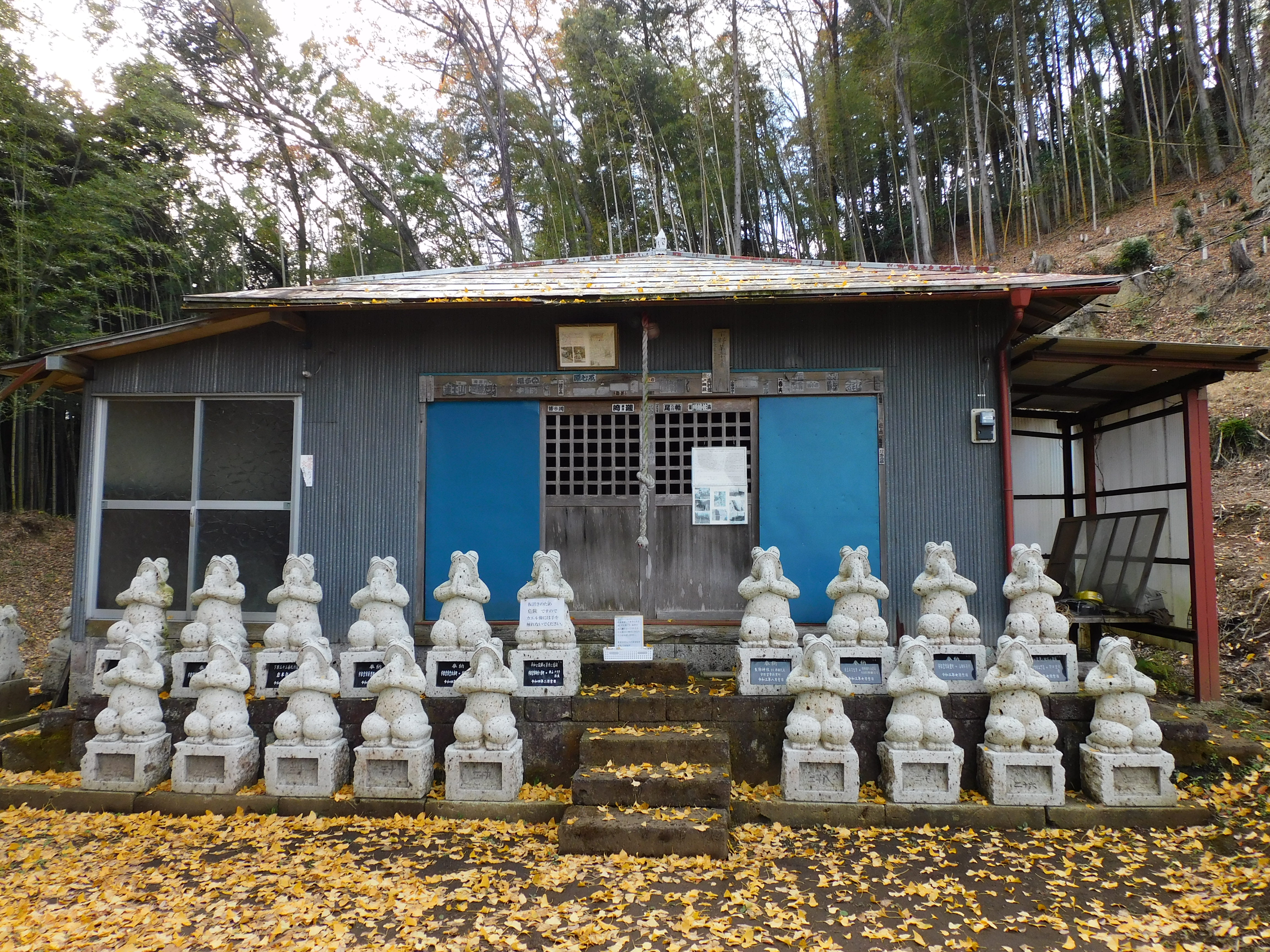
本堂跡の集会所
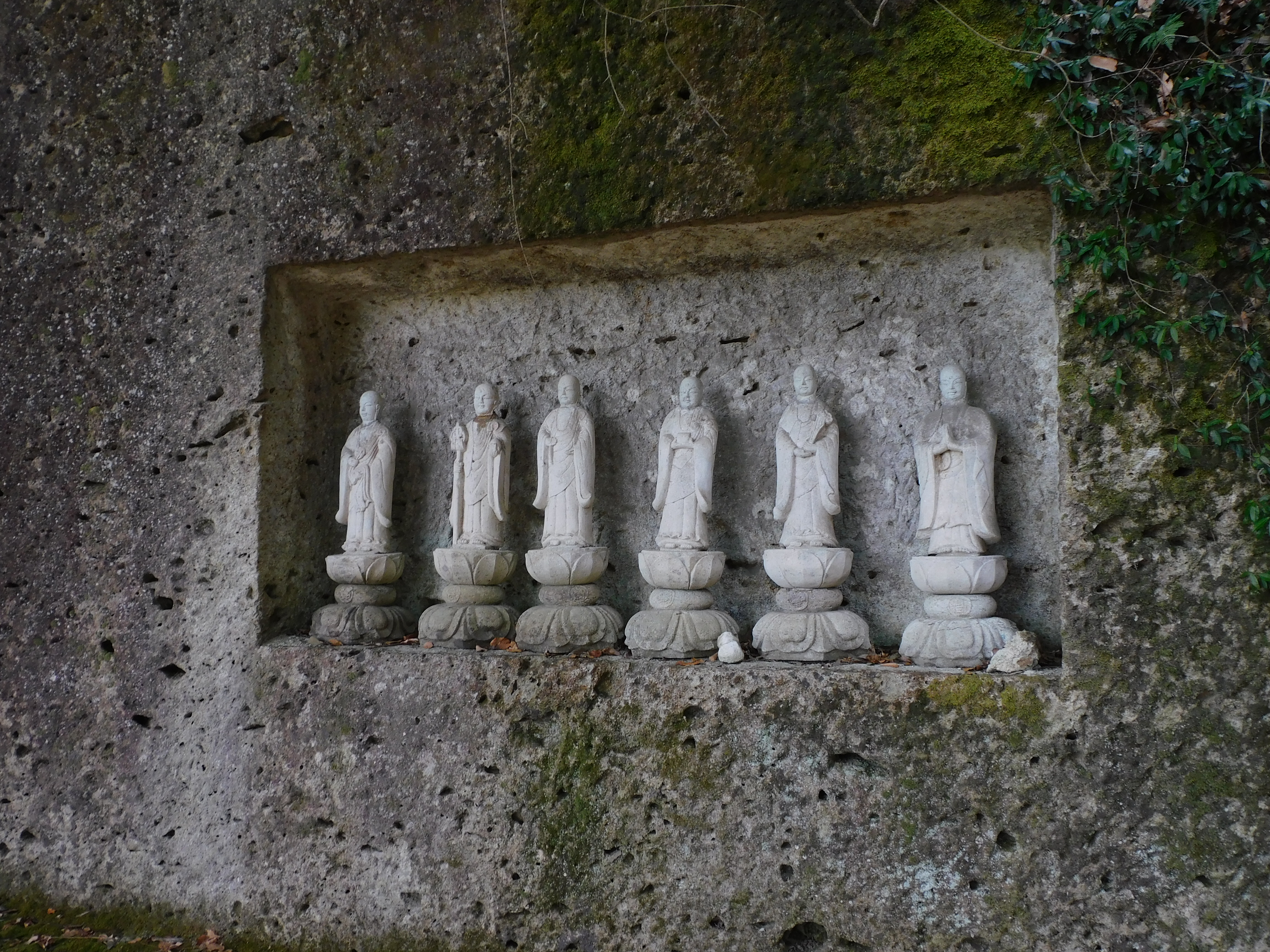
奥の院の6体の石仏
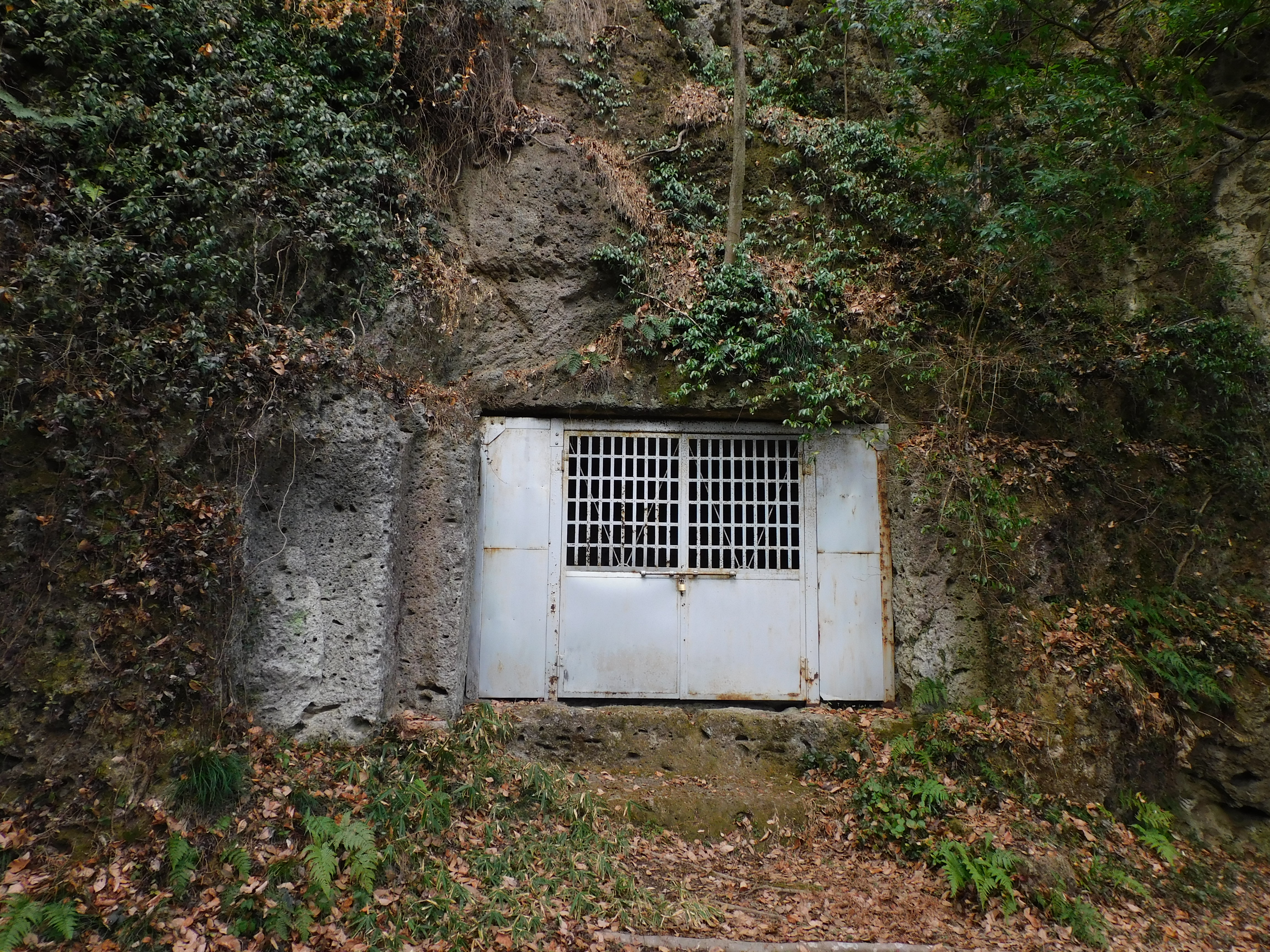
洞窟の鉄扉

## 歴史と再興に向けた取り組み

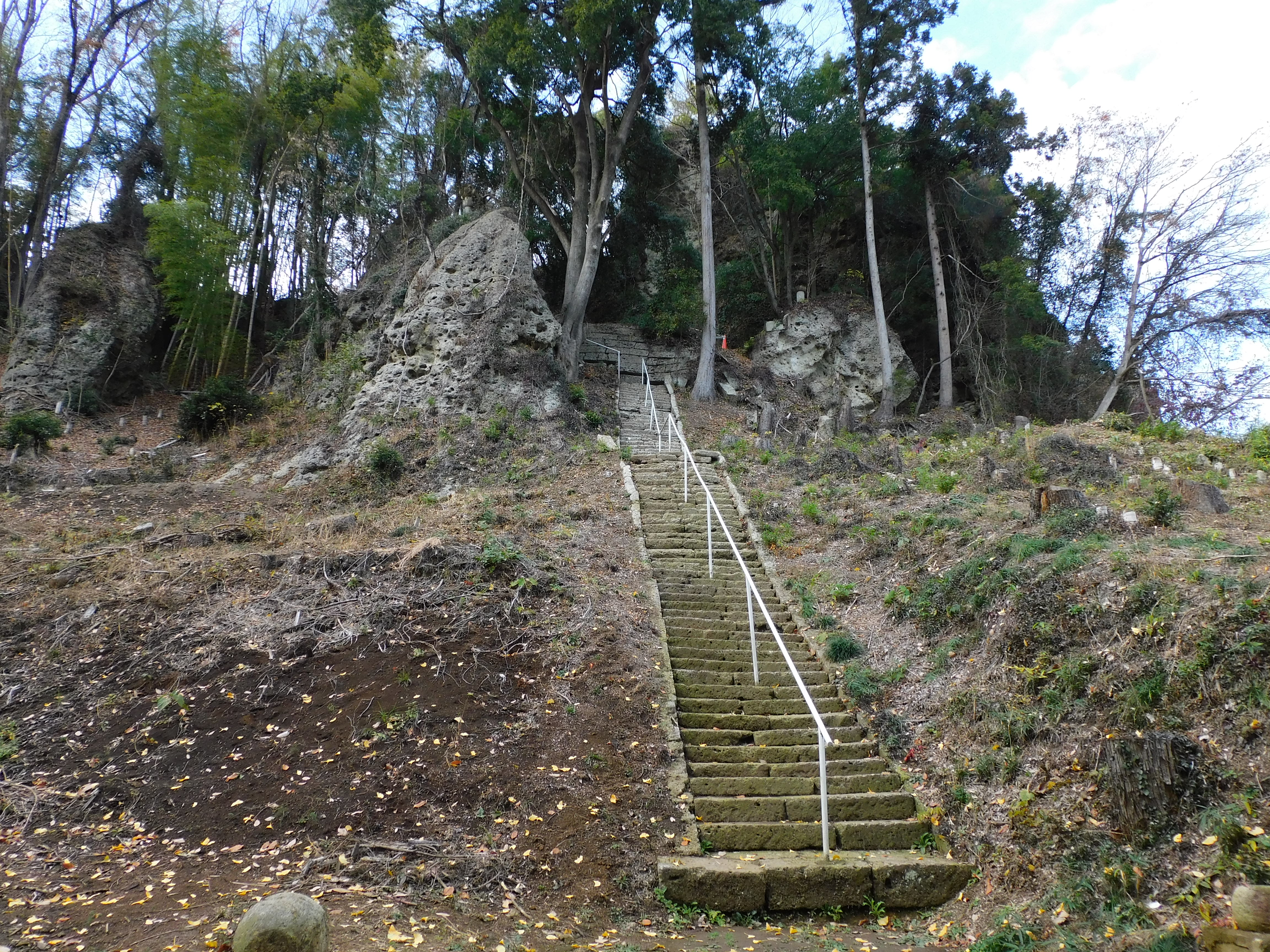
岩本地区が整備した手すりのある石段

明治時代の初期に廃仏毀釈により廃寺となったため、普門山蓮華寺という寺の名前以外、寺の歴史などは一切不明である。廃寺後も本堂の建物は朽ちた状態で残っていたが、1960年代頃に取り壊され、跡地に岩本地区の集会所が建てられた。
第二次世界大戦後に、下野三十三観音霊場めぐりを再興しようとする活動が起きた際には、結願の地である蓮華寺の位置が人々から忘れ去られ、発見に苦労したという。再発見後は巡礼者が現れ、1990年代初頭には年間100人超が訪れていた。巡礼者の安全のため、岩本地区は手すりを石段に設置した。2022年（令和4年）現在は、守る会が発足し、境内地の再整備を進めている。
2018年（平成30年）5月24日、「地下迷宮の秘密を探る旅 〜大谷石文化が息づくまち宇都宮〜」が日本遺産に認定され、岩本観音がその構成文化財の1つとなった。2022年（令和4年）2月22日、岩本自治会が申請していた「岩本観音と地域の伝統行事」が宇都宮市民遺産（みや遺産）に認定された（認定番号：12）。名称の通り、岩本地区で継承されている3つの伝統行事と合わせて、みや遺産の認定を受けた。同年3月20日には、みや遺産に認定された行事の1つである雷電神社祭梵天奉納が岩本観音で行われた。

## 周辺

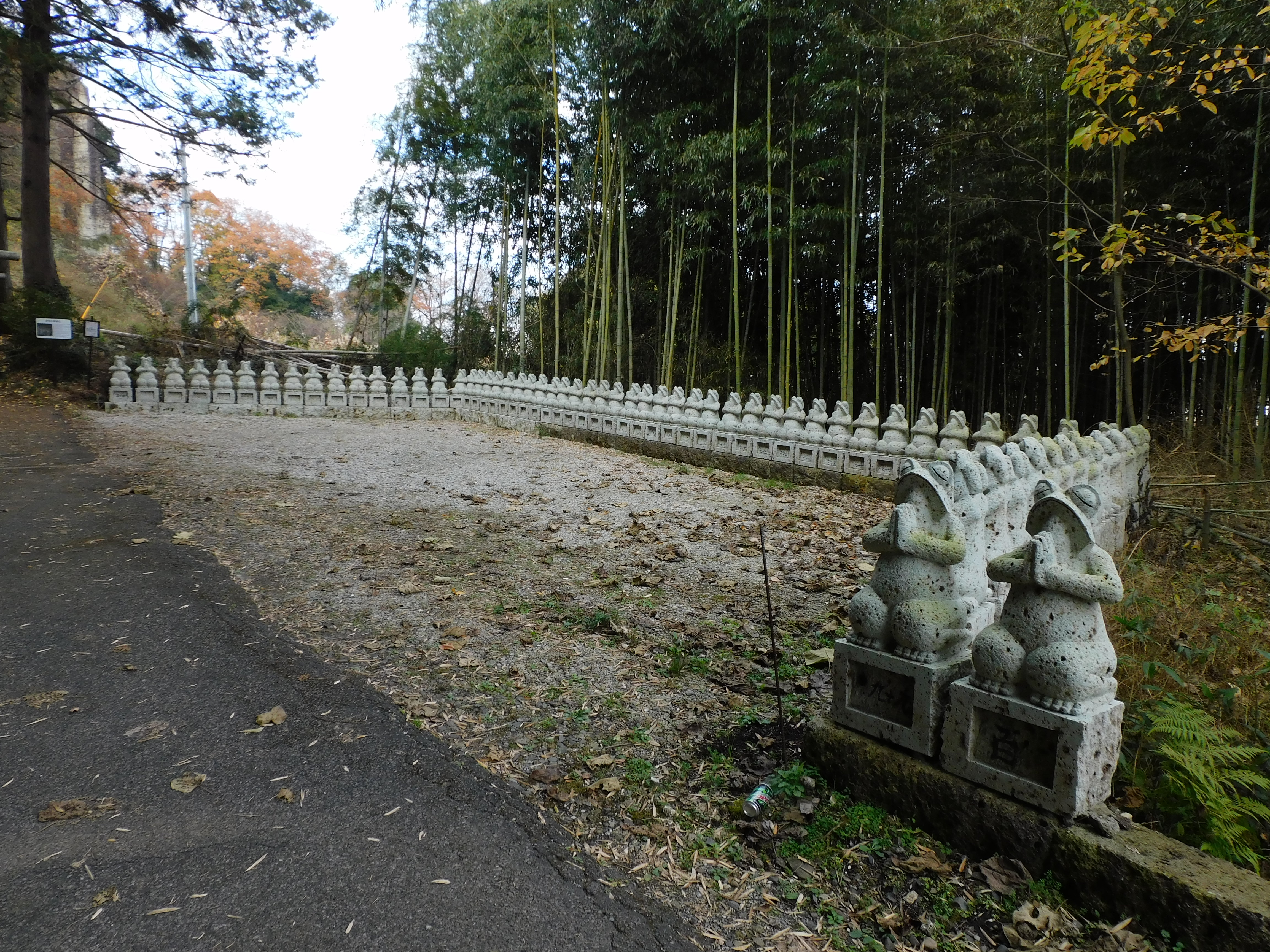
整備された駐車場

宇都宮市立国本中学校付近の栃木県道22号大沢宇都宮線上の交差点から北西方向に伸びる市道（岩本街道）に入り、案内板に沿って進むと、大谷石でできた岩山が現れ、そこが蓮華寺の跡地である。再整備前は駐車場がなく、路上駐車をせざるを得なかったが、2022年（令和4年）までにカエルの像に囲まれた5台程度駐車可能な駐車場が整備された。公共交通機関で訪れる際の最寄りのバス停は「仁良塚」で、そこから徒歩15分（≒1.1 km）である。
岩本観音のある岩山では、大谷石の切り出しが行われ、元の山の3分の1ほどが削り取られたという。岩本観音境内とその周辺の岩山には、石塔・石仏が点在する。磨崖仏がある洞窟には鍵付きの鉄扉が取り付けられ、中に入ることはできないが、鉄格子の隙間から石像を拝むことができる。
東へ約300 m 離れたところに鈴木酒店があり、納経所の役目を引き受けている。